# Ramit Tandon
Ramit Tandon, né le 21 août 1992 à Calcutta, est un joueur professionnel de squash représentant l'Inde. Il atteint en octobre 2024 la 28e place mondiale sur le circuit international, son meilleur classement.

## Biographie
Ramit Tandon a obtenu son diplôme en statistique de l'université Columbia en 2014. En même temps, il était actif dans le squash universitaire. Après avoir terminé ses études, il travaille dans le secteur financier à New York pendant deux ans et participe également à des tournois de squash. Depuis septembre 2017, quatre mois après sa première victoire sur le World Tour, il joue en tant que professionnel à part entière sur le circuit.
Il obtient sa meilleure performance en janvier 2019 lors du tournoi CCI International 2019 où il ne s'incline qu'en demi-finale face au quatrième joueur mondial Tarek Momen après des victoires significatives face à Joshua Masters et Tom Richards,. En avril 2019, il intègre pour la première fois le top 50.

## Palmarès

### Titres
- Championnats d'Asie par équipes : 2022

### Finales
- Championnats d'Asie par équipes : 2021